# Dmytro Monakow
Dmytro Witalijowytsch Monakow (ukrainisch Дмитро Віталійович Монаков; * 17. Februar 1963 in Kiew, Ukrainische SSR; † 21. November 2007 ebenda) war ein ukrainischer Sportschütze.

## Erfolge
Dmytro Monakow nahm im Trapschießen an den Olympischen Spielen 1988 in Seoul für die Sowjetunion und 1996 in Atlanta für die Ukraine teil. 1988 zog er nach 149 Punkten in der ersten Runde und 48 Punkten im Halbfinale als Erstplatzierter ins Finale ein. In diesem blieb er ebenso wie der punktgleiche Miloslav Bednařík fehlerlos, sodass die Entscheidung über den Olympiasieg erst im Stechen fiel. Nachdem beide sieben Ziele trafen, verfehlte Bednařík das achte Ziel. Monakow dagegen traf auch dieses und gewann damit die Goldmedaille. 1996 kam er mit 115 Punkten nicht über den 45. Platz hinaus. 1987 in Valencia und 1994 in Fagnano Olona wurde Monakow Weltmeister. Außerdem sicherte er sich 1987 mit der Trap-Mannschaft Silber.
Nach seiner aktiven Karriere war er unter anderem Trainer der ukrainischen Nationalmannschaft. Monakow war verheiratet und hatte ein Kind.